# Typ 11 Leichtes Maschinengewehr
Das Typ 11 Leichte Maschinengewehr (jap. 十一年式軽機関銃, jūichi nenshiki keikikanjū) wurde 1922 vom Kaiserlich Japanischen Heer eingeführt, nachdem die japanische Regierung infolge des Russisch-Japanischen Krieges ein Gegenstück zum leichten Madsen-Maschinengewehr der Russen forderte. Es war das erste Maschinengewehr, das in Japan gebaut wurde. Die Bezeichnung Typ 11 deutet dabei auf das Jahr der Truppeneinführung, das 11. Jahr der Herrschaft von Kaiser Taishō bzw. 1922 nach gregorianischem Kalender, hin.

## Technische Merkmale

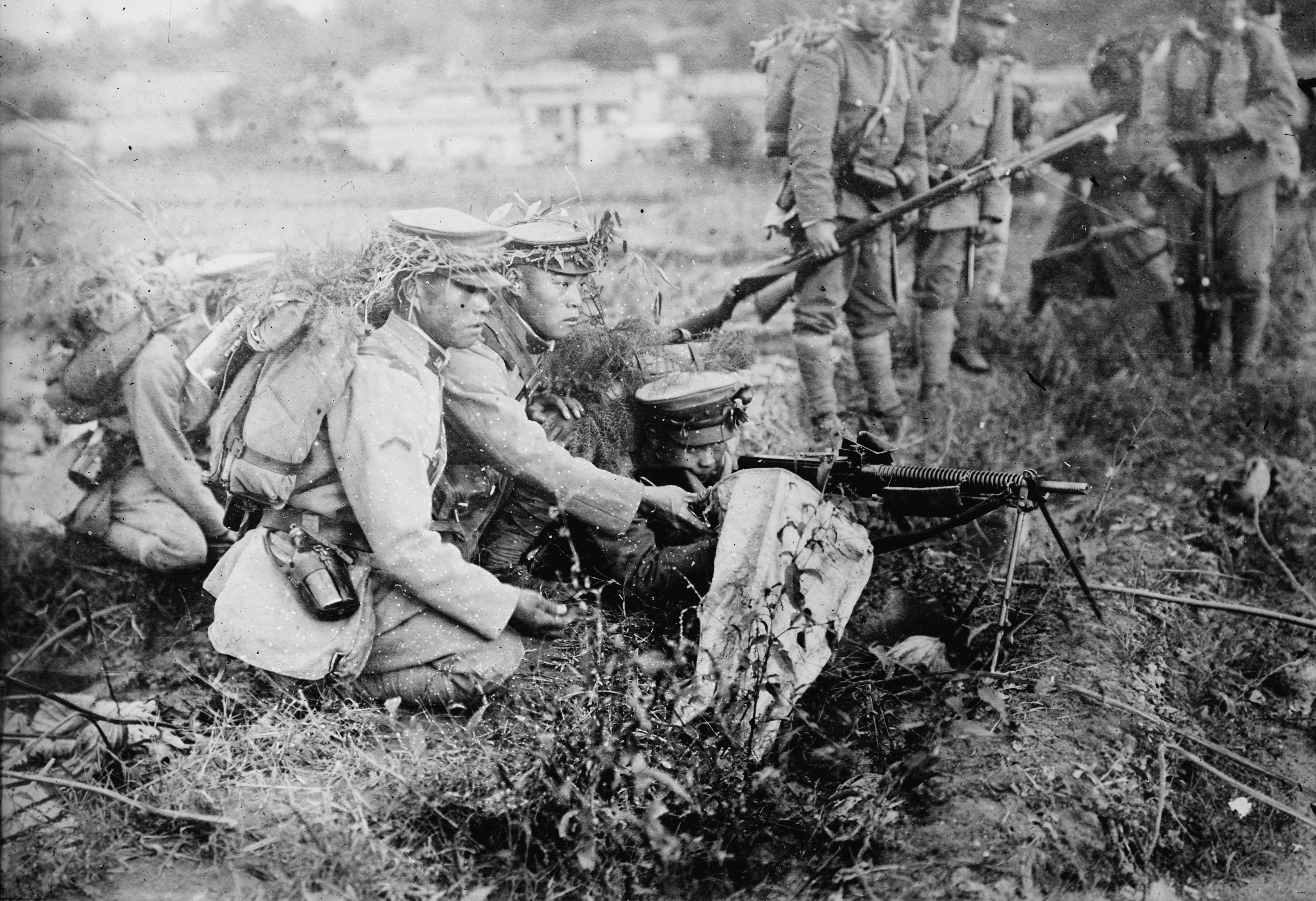
Japanische Soldaten mit einem Typ 11 leichten Maschinengewehr während eines Manövers, 1924

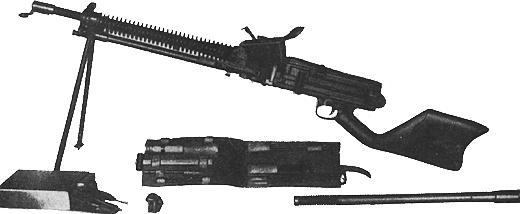
Typ 11 mit Zubehör.

Das MG verschoss wie das Standardgewehr der Infanterie Japans, das Arisaka Typ 38, 6,5-mm-Patronen, allerdings mit reduzierter Ladung. Es benutzte sogar die gleichen Ladestreifen. Diese wurden seitlich am Lauf des Maschinengewehrs angebracht und in einer Art „Box“ in sechs übereinander liegenden Munitionspacks verstaut und abgeschossen.
Dieser Munitions- und Nachlademechanismus war einzigartig, sollte sich jedoch im Kampf als sehr hinderlich erweisen. Die einzelnen Packs stockten oft beim Abfeuern, und Schmutz konnte leicht in die Waffe eindringen; Ladehemmungen waren somit an der Tagesordnung. Außerdem war das Magazin durch dieses Arrangement bei plötzlichen Stellungswechseln oder Sturmangriffen unmöglich nachzuladen.
Wegen der schlechten Erfahrungen, die zu Beginn des Zweiten Japanisch-Chinesischen Krieges mit dem Typ 11 gemacht wurden, kam schnell die Forderung nach einem effektiveren Maschinengewehr auf. Nach einigen Änderungsversuchen am Typ 11 fiel 1936 die Entscheidung auf den Prototyp des leichten Maschinengewehrs Typ 96 im Kaliber 6,5 × 50 mm HR und 1939 des leichten Maschinengewehrs Typ 99 in Kaliber 7,7 × 58 mm Arisaka.
Der Plan, den Typ 99 zum Standard-Maschinengewehr der japanischen Armee zu machen, scheiterte jedoch aus wirtschaftlichen Gründen. Der Typ 11 war eines der Gewehre, die schnell auftauchten und wieder verschwanden. Auch zur Zeit ihrer Verwendung war die Waffe eher unbekannt.

## Variationen

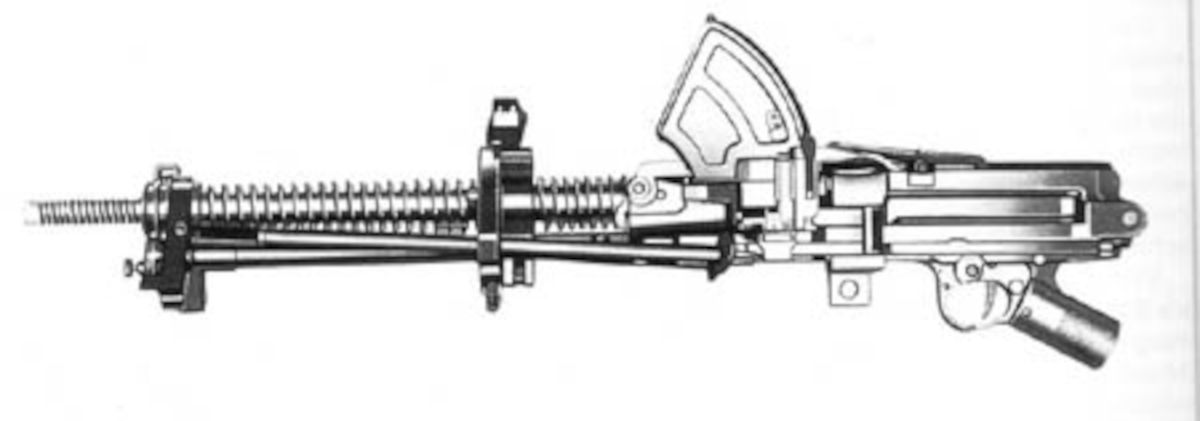
Variation des Typ 11: Typ 91 schweres Bordmaschinengewehr für den Einsatz in Panzern.

### Typ 89
Das Typ 89 bestand aus zwei nebeneinander montierten Typ-11-Maschinengewehren, die zur Abwehr gegnerischer Flugzeuge in japanische Flugzeuge eingebaut wurde.

### Typ 91
Das Typ 91 schwere Bordmaschinengewehr war ein modifiziertes Typ 11, das in Panzer für den MG-Schützen eingebaut wurde.